# Unidad Demócrata
Unidad Democráta (UD), fundado como Concertación Unidad Demócrata (CUD), fue una coalición electoral y política boliviana, formada el 17 de junio de 2014 por el Unidad Nacional y el Movimiento Demócrata Social (Demócratas), posteriormente se sumaria a la alianza el Movimiento Nacionalista Revolucionario para disputar las elecciones generales de Bolivia de 2014.Fue la coalición de gobierno entre 2019 y 2020 durante el gobierno de Jeanine Áñez.

## Historia

### Elecciones generales de 2014
| Año  | Candidatos          | Candidatos             | Primera vuelta | Primera vuelta | Balotaje | Balotaje | Resultado |
| Año  | Presidente          | Vicepresidente         | Votos          | % Votos        | Votos    | % Votos  | Resultado |
| ---- | ------------------- | ---------------------- | -------------- | -------------- | -------- | -------- | --------- |
| 2014 | Samuel Doria Medina | Ernesto Suárez Sattori | 1 253 288      | 24,23          |          |          | No electo |

En estas elecciones obtuvieron 9 senadores y 32 diputados. Entre sus senadores resultó electa Jeanine Añez, quien posteriormete tras la crisis política de 2019 asumiria como presidenta de Bolivia.